# 6855 Armellini
6855 Armellini eller 1989 BG är en asteroid i huvudbältet som upptäcktes den 29 januari 1989 av San Vittore-observatoriet i Bologna. Den är uppkallad efter italienska astronomen Giuseppe Armellini.
Asteroiden har en diameter på ungefär 7 kilometer.